# 123 pr. n. št.

## Dogodki
- Tiberijev brat Gaj Sempronij Grakh je izvoljen za tribuna.